# Силано
Силано (итал. Sillano) је насеље у Италији у округу Лука, региону Тоскана.
Према процени из 2011. у насељу је живело 352 становника. Насеље се налази на надморској висини од 764 м.

## Становништво
Према резултатима пописа становништва 2011. у општини је живело 681 становника.
| 1931. | 1936. | 1951. | 1961. | 1971. | 1981. | 1991. | 2001. | 2011. |
| ----- | ----- | ----- | ----- | ----- | ----- | ----- | ----- | ----- |
| 2.050 | 1.902 | 1.871 | 1.332 | 1.032 | 881   | 792   | 784   | 681   |